# Línia evolutiva de Nincada
Aquesta línia evolutiva de Pokémon inclou Nincada, Ninjask i Shedinja.

## Nincada
Nincada és una de les espècies que apareixen a la franquícia Pokémon, una sèrie de videojocs, anime, mangues, llibres, cartes col·leccionables i altres mitjans que va ser inventada per Satoshi Tajiri i ha generat milers de milions de dòlars en beneficis per a Nintendo i Game Freak. És de tipus bestiola i tipus terra i evoluciona a Ninjask.

## Ninjask
Ninjask és una de les espècies que apareixen a la franquícia Pokémon, una sèrie de videojocs, anime, mangues, llibres, cartes col·leccionables i altres mitjans que va ser inventada per Satoshi Tajiri i ha generat milers de milions de dòlars en beneficis per a Nintendo i Game Freak. És de tipus bestiola i tipus volador i evoluciona de Nincada.

## Shedinja
Shedinja és una de les espècies que apareixen a la franquícia Pokémon, una sèrie de videojocs, anime, mangues, llibres, cartes col·leccionables i altres mitjans que va ser inventada per Satoshi Tajiri i ha generat milers de milions de dòlars en beneficis per a Nintendo i Game Freak. És de tipus bestiola i tipus fantasma. Si el jugador té una Poké Ball a la motxilla i un espai buit a l'equip, Shedinja apareix a l'equip quan Nincada evoluciona a Ninjask.